# Canale Anfora

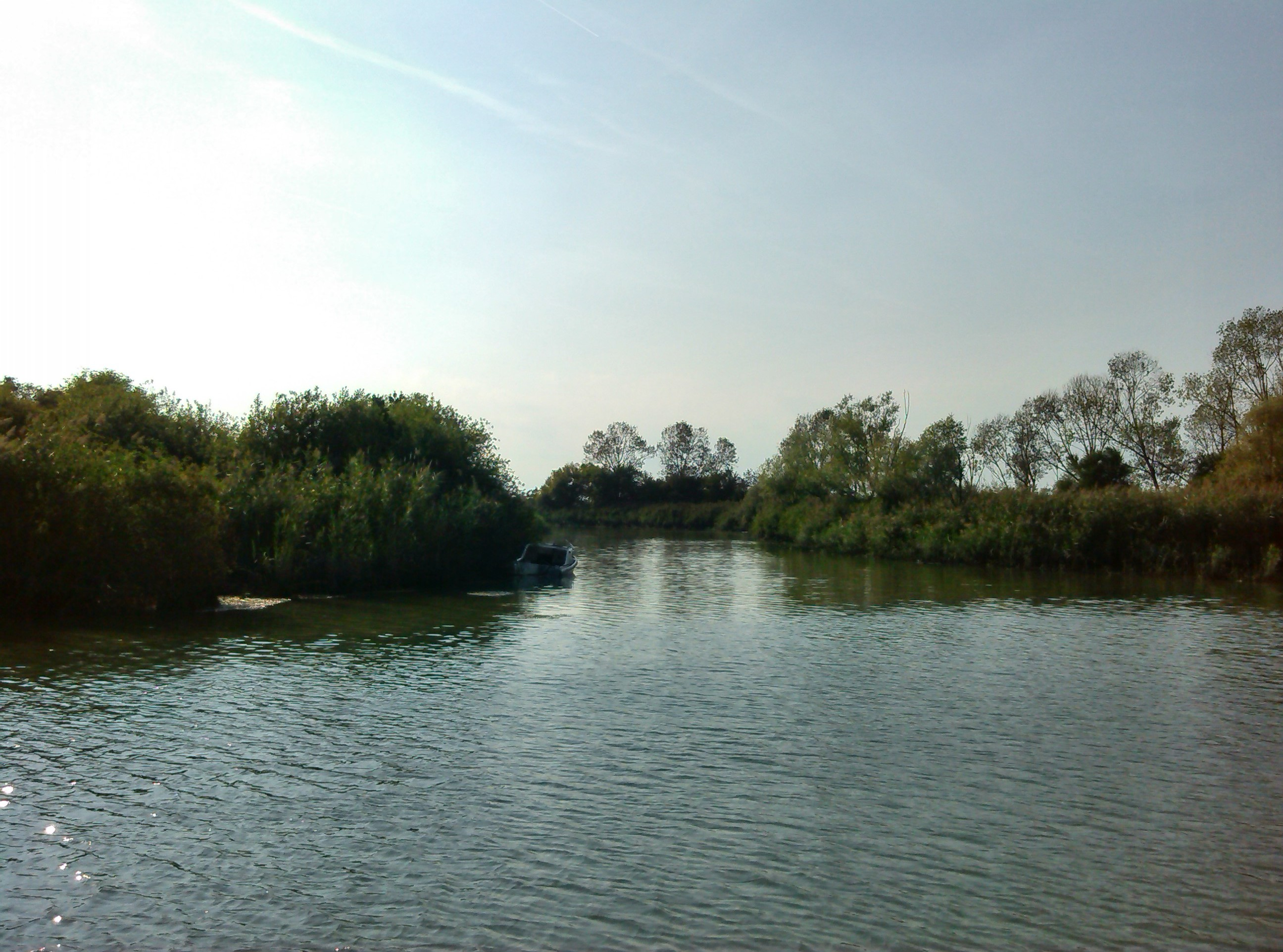
Il canale Anfora, visto dal fiume Terzo

Il canale Anfora è un canale artificiale situato al confine dei comuni di Aquileia e Terzo di Aquileia, in provincia di Udine.
Il canale risale all'età romana: apprestato inizialmente per scopi di bonifica, diventò una via navigabile che garantiva l'accesso alla città.
Il toponimo non è originale, ma sembra derivare dai frequenti ritrovamenti di anfore durante il periodo medievale.

## Geografia
Attualmente, il canale Anfora si diparte dal fiume Terzo e si interrompe dopo quasi 5 km di corso pressoché rettilineo in direzione ovest/sud/ovest, fra la località Durida (45°46′10.63″N 13°21′11.52″E) e la località Anfora (45°45′31.68″N 13°18′49.21″E).
Il canale attraversa solamente zone agricole ed è delimitato da argini, ricoperti di canneti e alberi spontanei, di rifugio alla fauna locale.
La parte finale fu interrata negli anni sessanta del secolo scorso, impedendo il precedente sbocco delle acque all'estremo occidentale della laguna di Grado, a breve distanza dalla foce dell'Aussa/Corno. Le idrovore di località Anfora regolamentano lo scambio di acque del canale Anfora con i canali Principale e Panigai.
La larghezza dell'alveo varia da 25 a meno di 10 metri (nella parte finale) e risulta navigabile solo per piccole imbarcazioni con pescaggio molto limitato.

## Storia
Il canale Anfora fu scavato dai Romani nel II secolo a.C., e divenne una via di comunicazione fra la città romana e la laguna in uso fino alla metà del III secolo d.C.
Già durante il II secolo d.C., l'alveo aveva cominciato lentamente a riempirsi di sedimenti.
Durante il III secolo, il canale fu intenzionalmente interrato con sabbia, pietre e mattoni, probabilmente in occasione dell'assedio del 238 portato da parte di Massimino il Trace.
Durante gli anni sessanta del secolo scorso, la parte finale fu definitivamente interrata, interrompendo così il flusso d'acqua fra il fiume Terzo e la laguna e diminuendo così drasticamente il naturale ricambio d'acqua del canale. Dalle foto aeree/satellitari risulta evidente il cambio di colore del fiume Terzo prima e dopo l'incontro con il canale Anfora.
Attualmente, il canale Anfora rappresenta il confine amministrativo fra i comuni di Aquileia e Terzo di Aquileia.